# Veyrignac
Veyrignac è un comune francese di 331 abitanti situato nel dipartimento della Dordogna nella regione della Nuova Aquitania.

## Storia

### Simboli
La gabarre è un'imbarcazione tradizionale dal fondo piatto utilizzata per il trasporto delle merci.

## Società

### Evoluzione demografica
Abitanti censiti